# Rawlins megye
Rawlins megye az Amerikai Egyesült Államokban, azon belül Kansas államban található. Megyeszékhelye és legnagyobb városa Atwood. Lakosainak száma 2561 fő (2020. április 1.). Rawlins megye Hitchcock, Thomas, Red Willow, Decatur, Dundy, Sherman és Cheyenne megyékkel határos.

## Népesség
A megye népességének változása:
| Lakosok száma | 2502 | 2544 | 2534 | 2589 | 2506 | 2561 |
|               | 2010 | 2011 | 2012 | 2013 | 2015 | 2020 |